# Museu de Londres
El Museu de Londres (en anglès, Museum of London) és un museu de ciutat que documenta la història de la capital del Regne Unit des de la prehistòria fins a l'època contemporània.
Es troba a la Ciutat de Londres, prop del Barbican Centre i formant part del complex Barbican Estate, un conjunt d'edificis planejat entre els anys 60 i 70 del segle xx amb la finalitat de rehabilitar aquest sector de la ciutat, que havia estat molt afectat pels bombardejos aeris de la Segona Guerra Mundial.
A més d'aquesta seu central, té una subseu anomenada Museum of London Docklands i un important arxiu arqueològic.
El museu de Londres depèn conjuntament de la Ciutat de Londres i de l'Autoritat del Gran Londres.
Les seves col·leccions consten d'uns set milions d'objectes, cosa que permet considerar-la la col·lecció d'història urbana i arqueologia més important del món.
L'any 2015, el museu va anunciar plans per traslladar-se de la seu actual a Barbican a una nova seu situada a l'antic Mercat de Smithfield, en rehabilitació. La previsió és completar el trasllat l'any 2021.